# Eastford
Eastford è un comune di 1.761 abitanti degli Stati Uniti d'America, situato nella Contea di Windham nello Stato del Connecticut, Stati Uniti.

## Storia
Eastford nasce come piccola comunità rurale della cittadina di Ashford, Connecticut, fino al riconoscimento di due distinti comuni avvenuto nel 1847.

## Geografia fisica
Dai dati rilevati dallo United States Census Bureau, Eastford si estende su di una superficie totale di 75,6 km², dei quali 0,78 km² (1,20%) sono ricoperti da acqua. Parte della Yale-Myers Forest si trova nel territorio di Eastford.

## Luoghi d'interesse
Quattro sono gli edifici i siti d'interesse riconosciuti dal National Register of Historic Places:
- Benjamin Bosworth House — John Perry Rd. (riconosciuto nel 1978)
- Natchaug Forest Lumber Shed — Kingsbury Rd., Natchaug State Forest (riconosciuto nel 1986)
- Sumner-Carpenter House — 333 Old Colony Rd. (riconosciuto nel 1991)
- Union Society of Phoenixville House — 4 Hartford Turnpike. (riconosciuto 2007)
- Yale-Myers Forest

## Società

### Evoluzione demografica
Dal censimento del 2000 risultano esserci 1.618 abitanti, 618 nuclei famigliari e 451 famiglie residenti nel comune. La densità di popolazione è di 23.29 abitanti per chilometro quadrato.